# Szymon Okolski

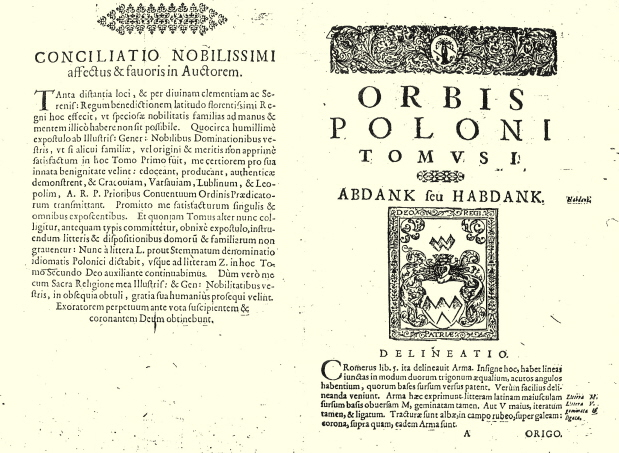
Strona z herbarza Orbis Poloni napisanego przez Szymona Okolskiego (1642)

Szymon (Simon) Okolski herbu Rawicz, inne formy nazwiska: Fr. Simon de Camenacia (ur. 1580 w Kamieńcu Podolskim, zm. 10 czerwca 1653 we Lwowie) – polski dominikanin, teolog, historyk i heraldyk.

## Życiorys
Studia teologiczno-filozoficzne odbył we Lwowie i Bolonii, następnie pełnił różne funkcje w zakonie dominikanów. Jako kaznodzieja towarzyszył hetmanowi polnemu Mikołajowi Potockiemu w wyprawach w 1637 i 1638 roku, które to opisał w swoich dziełach. Od 1641 roku – przeor dominikańskiego klasztoru w Kamieńcu Podolskim. W 1648 roku został prowincjałem zakonu dominikanów dla całej Rusi.
Autor prac historycznych i literackich. Z licznych dzieł jego w języku polskim i łacińskim pierwsze i najważniejsze zajmuje miejsce praca heraldyczna pt. Orbis Polonus splendoribus coeli, triumphis mundi, pulchritudine animantium condecoratus, in quo antiqua Sarmatorum gentiliata pervetusta nobilitatis insignia etc. specificantur et relucent (w 3 tomach, Kraków, 1641-1643).

## Twórczość

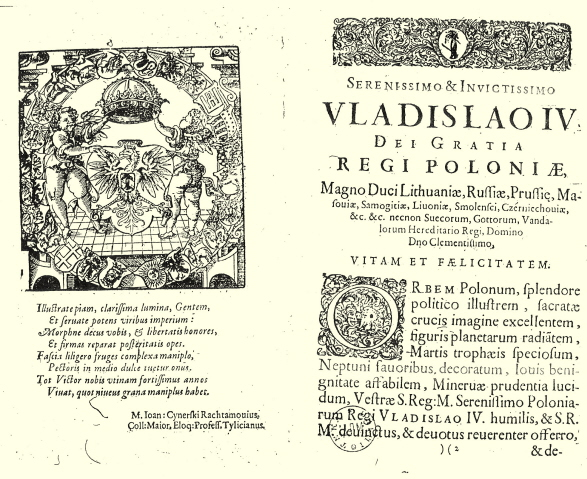
„Orbis Poloni” zaczyna się podziękowaniami i pochwałą dla króla Władysława IV

- Dyaryusz transactiey wojennej między wojskiem koronnem i zaporoskiem w r. 1637 miesiąca Grudnia przez Mikołaja Potockiego zaczętej i dokończonej (Zamość, 1638)
- Kontynuacya dyaryusza wojennego etc. (Kraków, 1639). Oba te dyariusze, stanowiące bardzo ważny materiał do historii tego okresu, przedrukowane zostały w Bibliotece polskiej Turowskiego (Kraków, 1859)
- Russia florida etc. (Lwów, 1646; 7 edycja, Lipsk 1759) – dzieło zawiera historię zakonu dominikanów na Rusi
- Kioviensium et Czernichoviensium episcoporum etc. ordo et numeris descriptus (Lwów, 1646 ; przekład polski ks. Serwatowskiego, Kraków, 1853)
- Żywoty niektórych św. zakonnic dominikanek (cz. I, Kraków 1638); cz. II wyszła pt. Niebo ziemskie Anjolów w ciele palma i lilija ozdobione etc. (Lwów 1644)